# Alende (Cereixa)
Alende es una aldea española situada en la parroquia de Cereixa, del municipio de Puebla del Brollón, en la provincia de Lugo, Galicia.
En sus proximidades hay restos del castro de Alende, también conocido como castro de San Lourenzo, que es objeto de excavaciones desde 2016.

## Demografía
| Gráfica de evolución demográfica de Alende entre 2000 y 2020 |
|                                                              |
| Datos según el nomenclátor publicado por el INE.             |